# Oskar von Niedermayer
Oskar Ritter von Niedermayer (8 de noviembre de 1885, Freising, Reino de Baviera Imperio alemán - Moscú, Unión Soviética, 25 de septiembre de 1948) fue un general, profesor y espía alemán. A veces conocido como el Lawrence alemán (al igual que Wilhelm Wassmuss), Niedermayer es recordado por haber dirigido la misión persa e indo-germano-turca de 1915-1916 a Afganistán y Persia durante la Primera Guerra Mundial en un esfuerzo por incitar al emir Habibulá Khan a atacar a la India británica, como parte de la conspiración alemana persa e hindú como complemento del esfuerzo de la guerra alemana. Entre las dos guerras mundiales, Niedermayer se asoció con las Universidades de Múnich y Berlín.

## Primeros años y carrera
Oskar Niedermayer nació en Freising, en el entonces Imperio alemán, provenía de una familia de un oficial de Ratisbona y negociante mercantil llamado Friedrich Niedermayer. El 15 de julio de 1905 se unió al 10.º Regimiento de Artillería de Campo de Baviera (Erlangen) como Oficial Cadete. Después de ser ascendido a teniente, recibió en el ejército la oportunidad educativa de estudiar ciencias naturales, geología y filología en la Universidad de Erlangen. Fue guiado por Georg Jacob, un filólogo de las culturas semíticas, y aprendió "inglés y ruso bastante fluidos, un árabe pasable y turco y persa moderno". Posteriormente, mientras estaba retenido con el pago militar completo, solicitó y se le otorgó un permiso de viaje de investigación de dos años (Разведка) del Ejército durante el cual viajó a través de Persia y la India. Su intención declarada era llevar a cabo excavaciones y estudiar prácticas islámicas en Persia, aunque la inteligencia militar debe haber figurado en la decisión de otorgarle dos años de licencia pagada. Dibujó mapas en relieve del área entre Teherán y el Caspio. Niedermayer es el primer europeo conocido en cruzar el desierto de Lut. Habiendo llegado a Asterabad en la primavera de 1913, pasó casi cinco meses compilando un gran expediente sobre prácticas chiitas para la inteligencia alemana. En mayo de 1913 conoció a Percy Sykes, el súper espía británico en Persia. Sykes no creía en la portada de Niedermayer de que estaba en Persia para llevar a cabo investigaciones geológicas y antropológicas por un momento. Niedermayer viajó al lado de Isfahán, y luego a Bushire . En febrero de 1914 fue interrogado por Wilhelm Wassmuss, quien quedó tan impresionado con él que lo recomendó, en agosto de 1914, a Max von Oppenheim como el hombre que dirigía la misión afgana alemana.
Poco antes del estallido de la Primera Guerra Mundial, en mayo de 1914 regresó a Europa. El 15 de diciembre de 1914, el Comando Militar alemán envió a Niedermayer con un pequeño equipo militar expedicionario a Afganistán con el objetivo de forjar una alianza con las poblaciones indígenas allí utilizando su conocimiento de su cultura para intentar incitar una revuelta contra el Imperio Británico , presencia en India y Persia, en una estrategia similar a la que luego utilizaría Lawrence de Arabia contra el Imperio Otomano durante la revuelta árabe . El 26 de septiembre de 1915, la Expedición Niedermayer-Hentig llegó a Kabul, pero a pesar de sus esfuerzos, nada de una naturaleza práctica decisiva surgió de su trabajo con Emir Habibullah. En mayo de 1916, él y su equipo recibieron órdenes de retirarse de Afganistán y adherirse a la autoridad del Imperio Otomano, lo que implicaba una peligrosa marcha de regreso a través del territorio ruso hostil, que se llevó a cabo el 1 de septiembre de 1916. Al llegar, Niedermayer recibió órdenes del alemán Misión militar a los otomanos, comandada por el mariscal de campo Baron Colmar von der Goltz, que debía comenzar un trabajo similar al que había intentado en Afganistán entre las tribus árabes dentro del territorio imperial otomano destinado a atacar a la autoridad imperial británica en el Medio Oriente . A principios de 1918 fue llamado a Alemania, llegando a Berlín en la sede general el 28 de marzo. Niedermayer fue premiado por su trabajo en el Oriente con la Orden Militar de Max Joseph y posteriormente promovido con el rango de Capitán en el Frente Occidental, donde participó en la lucha en Campaña y Flandes antes de que la guerra terminara en noviembre de 1918.

## Entre guerras
Al final de la Primera Guerra Mundial, Niedermayer estaba de permiso y tuvo la oportunidad de reanudar su vida académica en la Universidad de Múnich estudiando Literatura y Geografía durante dos semestres más. Mientras estaba allí obtuvo un D.Phil. summa cum laude. Durante este período también, comenzando el 29 de abril de 1919, fue nombrado Director del Departamento de Publicidad de Freikorps Epp, la Fuerza Republicana del Consejo de la Ciudad de Múnich. El 12 de diciembre de 1919 Niedermayer regresó al ejército de la academia. Inicialmente sirvió en la sede de la 23.ª División y fue ayudante del ministro del Reichswehr Otto Gessler. El 23 de diciembre de 1921, Niedermayer aparentemente renunció al ejército, pero esto se utilizó como cobertura para el trabajo en la Sección no oficial de la Unión Soviética del Ejército alemán en ese momento. Hasta 1932 trabajó en la oficina del Reichswehr en Moscú, cuando regresó a Alemania y se unió oficialmente a la Wehrmacht, siendo asignado al 2.º Regimiento de Artillería Prusiano. El 29 de enero de 1933, renunció nuevamente al servicio activo con el rango de teniente coronel, y se dedicó a una carrera escolar. El 31 de julio de 1933 presentó una tesis titulada Crecimiento y migración en la nación rusa y asumió el cargo de profesor de Geografía y en la Universidad de Berlín. El 27 de julio de 1937, a pedido expreso de Adolf Hitler, Niedermayer asumió un puesto de enseñanza en el Instituto de Doctrina Militar Obligatoria de la Universidad de Berlín. Mientras tanto, se había reinscrito el 1 de noviembre de 1935 como oficial de reserva en el ejército. El 1 de octubre de 1939 fue llamado de la Lista de Reserva y nombrado para un puesto de Coronel en el mando supremo de la Wehrmacht (OKW).

## Segunda Guerra Mundial
Al estallar la guerra, el liderazgo alemán buscó utilizar el conocimiento de Niedermayer sobre la cultura eslava para ayudar con la gestión de la ocupación de Polonia, sin embargo, utilizó contactos personales entre el personal general del ejército para agitar un papel más activo en la guerra. Sin embargo, rechazó nuevamente la solicitud del Alto Mando del Ejército el 20 de febrero de 1941. Así, Niedermayer rechazó personalmente el 25 de mayo de 1941 a Wilhelm Keitel, el jefe de OKW. Es cierto que tuvo la oportunidad de participar en algunos cursos, pero hasta el 30 de mayo de 1942 Niedermayer se quedó con el liderazgo de la 162.º División de Infantería Turcomana. Esta no era una división regular, sino simplemente un bar, que estaba programado, en el interior del Grupo de Ejércitos en el sur de Ucrania, de las tropas de prisioneros de guerra (caucásicos, turkestani, georgianos, armenios) formadas contra el avance de la Unión Soviética en Ucrania. Esta tarea le fue transferida, porque era conocido en los años anteriores, debido a muchos artículos y memorias como un conocedor de la geografía y los pueblos de las regiones perfiladas. La división se instaló por primera vez en Ucrania, donde ellos y Niedermayer fueron responsables de la formación de los llamados "Ostlegionen", hasta febrero de 1943, y desde entonces hasta el otoño de 1943 se reinstalaron en Neuhammer German Reich. Allí, la Legión se reclasificó como División, pero todavía estaba compuesta por soldados caucásicos, georgianos y turco tártaros. Como comandante de esta división en la zona operativa del litoral adriático, luchó contra los partisanos eslovenos en la Batalla de Kočevje, rescatando a la guarnición recluida en Kočevje.
En marzo de 1944, los Ostlegionen se trasladaron a Italia, para tratar de detener el avance aliado allí como parte del 10.º Ejército, la División se desplegó en Italia el 9 de junio de 1944 en un frente cada vez más precario, sin embargo, en este momento Niedermayer ya no era su El comandante, que fue reemplazado el 21 de mayo de 1944 por orden del mariscal de campo Albert Kesselring, quien tenía unas semanas antes en una evaluación personal por escrito de Niedermayer, informó: "Su educación es superior a la media... Sin embargo, es más un escolástico naturaleza que de uso en una aplicación práctica de comando de lucha. en la toma de decisiones es vacilante, y su estilo de liderazgo de mando es demasiado lento en la reacción". (Citado en: Charles W. Seidler: Ritter Oskar Niedermayer de la Segunda Guerra Mundial, en: Brigada de investigadores Rundschau, 4, 1970, S.203 Niedermayer ahora se convirtió en el comandante de asociaciones voluntarias del Comandante Supremo de Weststaggered. Los detalles de su trabajo allí no se conocen. Sin embargo, en agosto de 1944, había llegado a un punto de vista despectivo de la Ostpolitik de Hitler. Dos oficiales de su personal denunció esto a las autoridades nazis y Niedermayer fue arrestado y acusado de defender el derrotismo contra el III Reich. Era el Tribunal Marcial de Torgau. Numerosos amigos y asociados, incluido Heinrich Himmler, proporcionaron referencias de personajes durante la audiencia que indica los méritos e historial de servicio de Niedermayer. Alemania, pero fue encarcelado y no fue liberado de la prisión de Torgau hasta el final de la guerra. Después de la capitulación de Alemania el 9 de mayo de 1945 mientras intentaba regresar a su hogar En Regensburg, en Carlsbad, el Ejército Rojo lo arrestó y fue deportado a la URSS y a una prisión de Moscú, donde contrajo tuberculosis. Una corte marcial rusa lo condenó a 25 años de prisión, que fue sentenciado a servir en la prisión de Vladímir (en alemán: Wladimir), donde murió el 25 de septiembre de 1948 en el hospital de la prisión.

## Obras
- Mi regreso de Afganistán, Munich 1918.
- Las cuencas del interior del país alto iraní, 'Munich 1918.
- Afganistán, Leipzig , 1924.
- Bajo el sol abrasador: experiencias de guerra de Irán de la expedición alemana a Persia y Afganistán, Dachau, 1925.
- Brigada Consideración geográfica de la Unión Soviética, Berlín, 1933.
- Rusia soviética: un problema geopolítico, Berlín 1934.
- Política de brigada: introducción y definición, Leipzig , 1939.
- Atlas geográfico de Francia, Berlín, 1939.
- Soldiering and Science, Hamburgo, 1940.
- Brigada Atlas Geográfico de Gran Bretaña, Berlín, 1940.
- Guerra y Ciencia, en: El Reino 21/1941.
- Brigada Atlas Geográfico de la Unión de Repúblicas Socialistas Soviéticas, Berlín, 1941.
- Departamento de Geografía, Berlín, 1942.